# Белозёров, Сергей Викторович
Сергей Викторович Белозёров (4 ноября 1963, Ростов-на-Дону, РСФСР — 16 февраля 2013, Новочеркасск, Ростовская область, Российская Федерация) — советский и российский тренер по спортивной акробатике, заслуженный тренер России.

## Биография
Мастер спорта по спортивной акробатике, призёр советских и международных соревнований по спортивной акробатике. Создал ведущую школу по спортивной акробатике в Ростовской области с численностью занимающихся 500 человек. Его ученики Алексеем Дудченко и Константин Пилипчук выиграли в 2010 г. чемпионат мира и Европы, в 2011 г. — чемпионат Европы, а в 2012 г. завоевали первое золото на чемпионате мира в личном зачете.
Заслуженный тренер России (2012).
В последнее время работал в ДЮСШ № 2 г. Новочеркасска тренером-преподавателем.